# Долни Лом
До̀лни Лом е село в Северозападна България. То се намира в община Чупрене, област Видин. Населението му е около 154 души (15 март 2024).

## География
Село Долни Лом се намира в планински район, в живописна долина на река Лом. Средната му надморска височина е 350 метра. Отстои на около 20 километра от границата със Сърбия, на 25 километра от град Белоградчик, 65 километра от Видин и 140 км от София.
Землището на селото, в което растат вековни дървета, е в непосредствена близост до биосферен резерват Чупрене.
Флората и фауната са богати и разнообразни.
- От дървесните видове са разпространени дъб, бук, габър, леска, орех, дива круша, дрян, бор, ела и питомен кестен.
- От лечебните растения – жълт кантарион, риган, див джоджен, лайка и много други.
- От животинските видове се срещат диви прасета, сърни, елени, зайци, вълци, лисици, съсели и катерици.
- От птиците могат да се видят орел, ястреб, щъркел, лястовица, глухар и много други. В пещерите се срещат прилепи.

Природни забележителности:
- Пещера Десни Сухи печ – намира се на около 2 км от селото, в югоизточна посока на хълма Чуката. Природна забележителност. Намерени са следи от пещерна мечка. През 1972 г. в нея е проведен експеримент за престой на хора, без контакт с външния свят. Престоя е продължил 62 дни.
- Пещера Леви Сухи печ – намира се на същия хълм, няколко метра под десния. Природна забележителност. Използвана е от праисторическия човек. Намерена е керамика от римската епоха. През 1985 г. в пещерата е изградена и оборудвана геофизична обсерватория от проф. инж. д-р на техническите науки Младен Младеновски (родом от Долни Лом). Там са провеждани геодинамични измервания за движения на земната кора.
- Бела стена – живописна скала с карстов извор на 1,5 км южно от селото до пътя за село Горни Лом. Природна забележителност. През 2003 г. на извора е изградена чешма със съдействието на Председателя на кооперация „Светлина“ от Долни Лом, Иван Михайлов.
- Марков камик (скала) – намира се на около 1,5 югоизточно от селото под хълма Дудукова чука. Предполага се, че е била част от манастирски комплекс (разрушените при наводнение Суходолски манастири).
- Мала глама (хълм) – намира се западно от селото. Предполага се, че хълмът има изкуствен произход (ръкотворен е). От него са вадени оромни камъни от „гламски камък“ (от няколко тона). Съоръжението е строено като пирамида през „епохата на мегалитите“ (вероятно преди 10 – 12000 години), а впоследствие е засипано. Има легенда за подземно езеро под него и тунели. През V век и средните векове е имало крепост и селище, които са били част от „Балканската отбранителна система“ на Римската и Византийска империя. Намерени са сечива и керамика.
- Чуката (хълма с пещерите „Суи печ“) – намира се югоизточно от селото. Предполага се, че през езичеството е бил мегалитно култово място. На югоизток от него е имало селище. В миналото, там е намирана много потрошена керамика.

## История
Най-древното исторически регистрано население в района е на трибалите, които през IV век пр.н.е са населявали и долината на река Лом. През I век римляните установяват контрол по тези земи и започват да експлоатират рудниците под връх Миджур, богати на желязо, мед, сребро и злато. Районът е силно охраняван, защото е представлявал и част от Балканската отбранителна система на Римската империя. Следи от тогавашна крепост (кастел) могат да се видят на хълма Мала глама.
През VI-VII век проникват славяните. Те променят името на реката от Алмус на Лом (ломя, разсичам). Следи от тези времена има в местността Джебръчки трап.
Нов разцвет на рударството се отбелязва след 1365 г. Специално изпратени от Словения и Хърватско рудничари активизират и модернизират работата в мините. Този период е известен под името „периода на латините“.
В османски регистър от 1454/1455 г. вече са регистрирани двете съседни села Долни и Горни Лом. Те са образувани от по-старо село (Средно селище), което е отбелязано на европейските карти като „Лом“ и което впоследствие е напуснато. Заселено е отново към 1500 или 1600 г. със сборно население от няколко сръбски села. В регистъра се споменава като „Селището (Средно селище)“. (В някои източници името му се споменава като Лещарка). Във връзка със заселването му, разсказва следното легенда: Избрали си „Съвет на старейшините“. Събрали се старците и решили по стар обичай да заорът грниците на новото село. За целта, през първата нощ двама млади хора (братя – неженени) от новозаселващите се трябвало да „заорат“ границите на новото село. До изгрев слънце, границата трябвало да бъде очертана и затворена. Дали са го направили много голямо, или нещо се случило, не се знае, но младежите не затворили контура на селото. А това било лош знак. За да избегнат „злата прокоба“, стрците решили в отвора да построят църква или оброк. Така и направили. Възможно е църквата да се казвала „Св. Петър и Павел“. Тя се намирала срещу скалата Бела Стена. Но, християнството не помогнало на езическите обичаи и селото пак се затрило. Този път през 1885 г. при втората приводня (наводнение). След наводнението останали 17 фамилии. Те се преселили – 10 в Горни Лом и – 7 в Долни Лом.
Жители на селото взимат участие в Чипровското въстание от 1688 година.

## Население
Броят на жителите на селото е с тенденция на намаляване.
| Население на с. Долни Лом между 1934 и 2012 година | Население на с. Долни Лом между 1934 и 2012 година | Население на с. Долни Лом между 1934 и 2012 година | Население на с. Долни Лом между 1934 и 2012 година | Население на с. Долни Лом между 1934 и 2012 година |
| -------------------------------------------------- | -------------------------------------------------- | -------------------------------------------------- | -------------------------------------------------- | -------------------------------------------------- |
| Година                                             |                                                    |                                                    | Население                                          |                                                    |
| 31.12.1934                                         | 31.12.1934                                         |                                                    | 1220                                               | 1220                                               |
| 31.12.1946                                         | 31.12.1946                                         |                                                    | 1246                                               | 1246                                               |
| 01.12.1956                                         | 01.12.1956                                         |                                                    | 1111                                               | 1111                                               |
| 01.12.1965                                         | 01.12.1965                                         |                                                    | 878                                                | 878                                                |
| 02.12.1975                                         | 02.12.1975                                         |                                                    | 722                                                | 722                                                |
| 04.12.1985                                         | 04.12.1985                                         |                                                    | 557                                                | 557                                                |
| 04.12.1992                                         | 04.12.1992                                         |                                                    | 417                                                | 417                                                |
| 31.12.1993                                         | 31.12.1993                                         |                                                    | 408                                                | 408                                                |
| 31.12.1994                                         | 31.12.1994                                         |                                                    | 386                                                | 386                                                |
| 31.12.1995                                         | 31.12.1995                                         |                                                    | 401                                                | 401                                                |
| 31.12.1996                                         | 31.12.1996                                         |                                                    | 410                                                | 410                                                |
| 31.12.1997                                         | 31.12.1997                                         |                                                    | 405                                                | 405                                                |
| 31.12.1998                                         | 31.12.1998                                         |                                                    | 394                                                | 394                                                |
| 31.12.1999                                         | 31.12.1999                                         |                                                    | 386                                                | 386                                                |
| 31.12.2000                                         | 31.12.2000                                         |                                                    | 361                                                | 361                                                |
| 01.03.2001                                         | 01.03.2001                                         |                                                    | 342                                                | 342                                                |
| 31.12.2001                                         | 31.12.2001                                         |                                                    | 330                                                | 330                                                |
| 31.12.2002                                         | 31.12.2002                                         |                                                    | 303                                                | 303                                                |
| 31.12.2003                                         | 31.12.2003                                         |                                                    | 282                                                | 282                                                |
| 31.12.2004                                         | 31.12.2004                                         |                                                    | 274                                                | 274                                                |
| 31.12.2005                                         | 31.12.2005                                         |                                                    | 264                                                | 264                                                |
| 31.12.2006                                         | 31.12.2006                                         |                                                    | 249                                                | 249                                                |
| 31.12.2007                                         | 31.12.2007                                         |                                                    | 247                                                | 247                                                |
| 31.12.2008                                         | 31.12.2008                                         |                                                    | 239                                                | 239                                                |
| 31.12.2009                                         | 31.12.2009                                         |                                                    | 229                                                | 229                                                |
| 31.12.2010                                         | 31.12.2010                                         |                                                    | 217                                                | 217                                                |
| 01.02.2011                                         | 01.02.2011                                         |                                                    | 211                                                | 211                                                |
| 31.12.2011                                         | 31.12.2011                                         |                                                    | 207                                                | 207                                                |
| 31.12.2012                                         | 31.12.2012                                         |                                                    | 202                                                | 202                                                |
| Източник: ЕКАТТЕ                                   |                                                    |                                                    |                                                    |                                                    |

Преброяване на населението през 2011 г.
Численост и дял на етническите групи според преброяването на населението през 2011 г.:
|                     | Численост | Дял (в %) |
| Общо                | 211       | 100,00    |
| Българи             | 208       | 98,57     |
| Турци               | 0         | 0,00      |
| Цигани              | 0         | 0,00      |
| Други               | 0         | 0,00      |
| Не се самоопределят | 0         | 0,00      |
| Неотговорили        | 3         | 1,42      |

## Култура
- Читалище, основано от учителя Михаил Алексов Татаров през 1927 г, в което има музейна сбирка.
- Войнишки паметник в центъра на селото. Изграден е от бял варовик в памет на загиналите от селото и околността през войните. Построен е през 1933 г. по проект заимстван от Лайпциг (единствен в България). Майстори строители са били братя Гълъбови от съседното село Върбово.
- Каменна чешма в центъра на селото. Изградена е със средства на населението през 1934 г. по идея и ръководство на долноломеца Анто Живков Нешин.
- Църква „Св. Троица“ в центъра на селото. Изградена е със средства на населението в памет на Нишките въстания. Осветена е през 1847 г. от Видинския архиерей и Горноломски поп Михаил, участник в Белоградчишкото въстание през 1850 г.
- Каменен кръст (оброк на Св. Дух) в центъра на селото. Такива кръстове с писмо и орнаменти в миналото са били 14 на брой.
- Колни мост – сводов мост на река Лом. Намира се в горния (южен) край на селото. Строен е от италианци през 1908 г.
- Въстанически паметник – на около 2 км югоизточно от селото в местността „Суха падина“, до пътя за село Превала. Построен е през 1959 – 60 г. в памет на сражение по време на въстанието през 1923 г.
- Оброчен кръст „Рангелов кръст“ – намирал се е близо до хълма „Чуката“. Счупен е и заровен.
- Оброчен кръст „Св. Илия“ – намирал се е над м. „Дреняк“, на 3 – 3.5 км южно от селото, до р. Еличка, в м. „Врътача“. Също е заровен.
- Суходоски манастир – Построен бил през XIII в., по времето на българския цар Иван Асен II (1218 – 1241 г.). Разполагал е с няколко църкви и параклиси, накацали по съседните хълмове (глами). Легендата разказва за архиепископската църва „Св. Арахангел Михаил‟(м. Савичова чука), църквата „Св. Петър и Павел‟ (м. Средно селище) и „Св. Панталеймон“ (м. Подолие) – разрушени, и църквата „Св. Параскева“, край Горни Лом (тя още съществува). Манастирът е разрушен при падането под османска власт (с изклчение на цървата Св. Параскева, която е била умишлено затрупана). Опитите за възстановяване били неуспешни. Според легендата монасите, оцелели след пожара и наводнението (имало е и наводнение на река Лом) са прехвърлили Балкана и се подслонили в с. Долна Каменица (Сърбия) в манастира „Св. Богородица‟, който бил част от суходолската обител. Там са отнесли и част от църковните книги.

## Личности
Живко Нешин (Нешов) (...-1885 г.) – Произхожда от бедно семейство.
Спомага на Белоградчишкото въстание 1850 г.
Оглавява революционното движение по горното течение на реките Лом и Тимок.
През Сръбско-Турската война (1876 г.) в Язова планина организира Революционен комитет.
Съратник е на Панайот Хитов.
След разбиване на четата на Филип Тотю, му помага да се изтегли през Долни Лом към Светиниколския проход.
Според някои сведения, по негова инициатива се построява църквата в селото в памет на Нишките и Белоградчишкото въстание.
Попада в първите редици на Руското командване, като разузнавач на полковник Паренсов. Ето какво четем в писмо на полковник Паренсов до началника на Трета артилерийска дивизия от 1 юни 1877 г.:"Донасям на Ваше Сиятелство, че изпращам в Турция българина Живко Нешов за събиране на сведения. Вероятно той ще се завърне до 8 юни и ще се прехвърли през Дунав в района на 8-а Кавказка дивизия. По заповед на Негово Височество Главнокомандващия, моля окажете пълно съдействие на Живко Нешов за доставянето му в Букурещ...Ако за доставянето на Живко Нешов са необходими пари, моля да му заемете необходимата сума, която ще Ви бъде попълнена от мен незабавно. Кратки сведения за разузнавача Живко Нешов: българин, от село Долни Лом, Берковски окръг, висок на ръст, силен, с неголяма брада и коса – черни."
След Освобождението спомага за благоустрояване на селото и населението.
Убит е от българи край село Крива бара.
Анто Живков Нешин, синът на Живко Нешин от малък остава сирак. През Балканската война е Околийски началник в град Енос (на Бяло море). След Първата световна бойна работи в мелницата на с. Крива бара, където е бил убит баща му. С помощта на собственика ѝ успява да спаси живота на арестуваните хора от родното си село през 1923 г. В паследствие е избран за Околийски съветник в град Видин. На него селото дължи благоустрояването и водоснабдяването си. Депутат в V велико народно събрание от 1911.
Внукът на Живко Нешин, Крум Живков след завършване на основното си образование, учи известно време в Американски колеж. След това, в София завършва техникум Христо Ботев – отдел земемерство. Завършва висше техническо образование в град Бърно със специалност „инженер-землемер“. Участва в изработването на известния „План Мусман“ чрез съставяне и обработка на фотоплан за София. Началник е на Военно топографския отдел към БА. След пенсионирането си работи в „Геопланпроект“ и НИИГиФ.
Младен Михайлов Младеновски, професор по висша геодезия – опорни мрежи и д-р на техн.науки, основател и дългогодишен директор на Научноизследователския институт по геодезия и фотограметрия (НИИГФ)-гр. София и ръководител на секция „Висша геодезия – опорни мрежи“. Работил е във Военно-топографската служба при МНО и Главното управление по геодезия и картография. Роден е на 26.03.1924 г. в с. Долни Лом и починал на 24.10.2011 г.в гр. София. Син е на Михаил Младенов Велков и Параскева Костова Михайлова. Живял тихо и скромно и отдал живота си за развитието на геодезията, гравиметрията, висшата геодезия, държавните координатни системи, опорните мрежи, геодинамичните процеси и съвременните движения на земната кора на България.
Работил по възстановяването на селскостопанската земя. Изчислил Географския център на България. Създател и управител на СД „ГГиК – геодезия и сие“. Национален авторитет оставил безброй трудове, нямащи аналог дотогава в областта на геодезията, активен участник в много международни и национални форуми в сферата на геодезията.
Изследвал и задълбочено проучвал географските и историческите особености на Северозападна България. Извършил геодезическо заснемане и топографско картиране на нейната крепостна система. Изработил десетки релефни макети и модели на природни обекти в района. Създател на геодезическата обсерватория „Поломие“ в с. Долни Лом. Всеотдайно работил за благополучието и популяризирането на селото, както и за запазването и документирането на историческите, природните и духовните му ценности.

## Топографска карта
- Лист от карта K-34-22. Мащаб: 1: 100 000.
- Лист от карта K-34-022-3 (Горни Лом). Мащаб: 1: 50 000. (BGtopoVJ на Ведрин Желязков)